# Edificis a l'avinguda de Díaz Pacheco (Roses)
L'Avinguda de Díaz Pacheco és una avinguda del municipi de Roses (Alt Empordà) inclosa en l'Inventari del Patrimoni Arquitectònic de Catalunya.

## Descripció
Es tracta d'un conjunt d'edificacions situades a la banda nord de l'avinguda de Díaz Pacheco, entre la platja de Canyelles Petites i la platja de l'Almadrava o Canyelles Grosses. Són cases d'estiueig que presenten certes similituds constructives entre elles, edificades en parcel·les que oscil·len entre els 1000 m² i els 2000 m². En general, aquests edificis presenten plantes rectangulars i quadrades, formades per la successió de cossos adossats o bé aïllats, en alguns casos a diferents nivells, ja que les parcel·les són força abruptes i amb grans pendents en el terreny. Els números 63, 67, 69, 71-73 i 85-89 consten d'una única planta, mentre que la resta d'edificis mostren plantes semisoterrades més una planta pis, amb les estances distribuïdes entre les dues. Majoritàriament, tots aquests edificis tenen terrasses o porxos formats per la successió d'arcs de mig punt o bé arc rebaixat, alguns d'ells bastits amb pedra sense treballar i amb les façanes principals orientades al mar. Les cobertes són a una i dues vessants, de teula àrab. Pel que fa a les façanes, pràcticament la majoria combinen el parament estucat i emblanquinat amb el parament de pedra vista, de diverses mides i sense treballar, lligada amb morter. Les finestres són d'obertura quadrada, mentre que les portes combinen l'obertura tant quadrada com d'arc rebaixat.

## Història
Totes les edificacions que conformen aquest conjunt foren projectades per l'arquitecte Pelai Martínez Paricio, excepte el número 81-83 de la qual no hi ha constància. Majoritàriament, aquestes edificis es bastiren entre els anys 1963 i 1965.